# Kilmacthomas
Kilmacthomas (iriska: Coill Mhic Thomáisín) är en ort i republiken Irland.   Den ligger i grevskapet Waterford och provinsen Munster, i den södra delen av landet, 150 km sydväst om huvudstaden Dublin. Kilmacthomas ligger 41 meter över havet och antalet invånare är 871.
Terrängen runt Kilmacthomas är platt åt sydost, men åt nordväst är den kuperad.Runt Kilmacthomas är det ganska glesbefolkat, med 30 invånare per kvadratkilometer. Närmaste större samhälle är Carrick-on-Suir, 15,5 km norr om Kilmacthomas. Trakten runt Kilmacthomas består i huvudsak av gräsmarker.